# Henry James
För andra betydelser, se Henry James (olika betydelser).
Henry James, född 15 april 1843 i New York i New York, död 28 februari 1916 i Chelsea i London, var en amerikanskfödd brittisk modernistisk författare, mestadels verksam i Europa.

## Biografi
James studerade under en kort period juridik vid Harvard. Från 1876 till sin död bodde han i England och fick 1915 brittiskt medborgarskap. Hans bror William James var en berömd psykolog och filosof.
Psykologi spelade en stor roll i hans romaner. James revolutionerade romankonsten genom att fokusera på hur något berättas snarare än vad som berättas. Framför allt kan hans berättarmetod förknippas med point of view–tekniken, vilket innebär att den traditionella allvetande berättarens perspektiv ersätts, och historien istället berättas av olika romangestalter.
1898 invaldes Henry James som ledamot på livstid av National Institute of Arts and Letters som några år senare bytte namn till American Academy of Arts and letters.